# Dameas aus Kroton
Dameas (altgriechisch Δαμέας) war ein griechischer Bildhauer aus der großgriechischen Stadt Kroton, der in der zweiten Hälfte des 6. Jahrhunderts v. Chr. tätig war.
Dameas schuf eine bronzene Siegerstatue des Ringkämpfers Milon anlässlich dessen Sieges bei den 62. Olympischen Spielen 532 v. Chr. Pausanias, der die Statue bei seinem Besuch in Olympia im 2. Jahrhundert n. Chr. noch an ihrem Platz vorfand, berichtet von einer Legende, nach der Milon die Statue eigenhändig auf die Altis getragen habe.
Das Fragment einer in Olympia gefundenen Statuenbasis aus Kalkstein wurde verschiedentlich mit der Statue des Dameas in Verbindung gebracht. Wegen der weitgehenden Zerstörung der Inschrift kann sie ihm aber nicht eindeutig zugeordnet werden.